# Cha-am
Cha-am (thaï: ชะอำ, API : [t͡ɕʰáʔam]) est une ville de Thaïlande située dans la province de Phetchaburi.

## Géographie
Cha-am se situe à 170 km au sud de Bangkok, à environ deux heures de voiture, et à 25 km au nord de Hua Hin.

## Histoire
Cha Am a obtenu son nom à la fin du XVIe siècle après la visite de Naresuan, grand roi d'Ayutthaya. La municipalité est créée en 1897. 
Le district de Cha Am s'appelait à l'origine Na Yang ; puis, en 1914, le centre municipal et administratif du district est à Tha Yang. 
En 1900, la ligne de chemin de fer de Bangkok vers Hat Yai et jusqu'en Malaisie passe par Cha-Am. Cette ligne de chemin de fer rend le trajet plus rapide vers Bangkok et est encore en usage aujourd'hui.

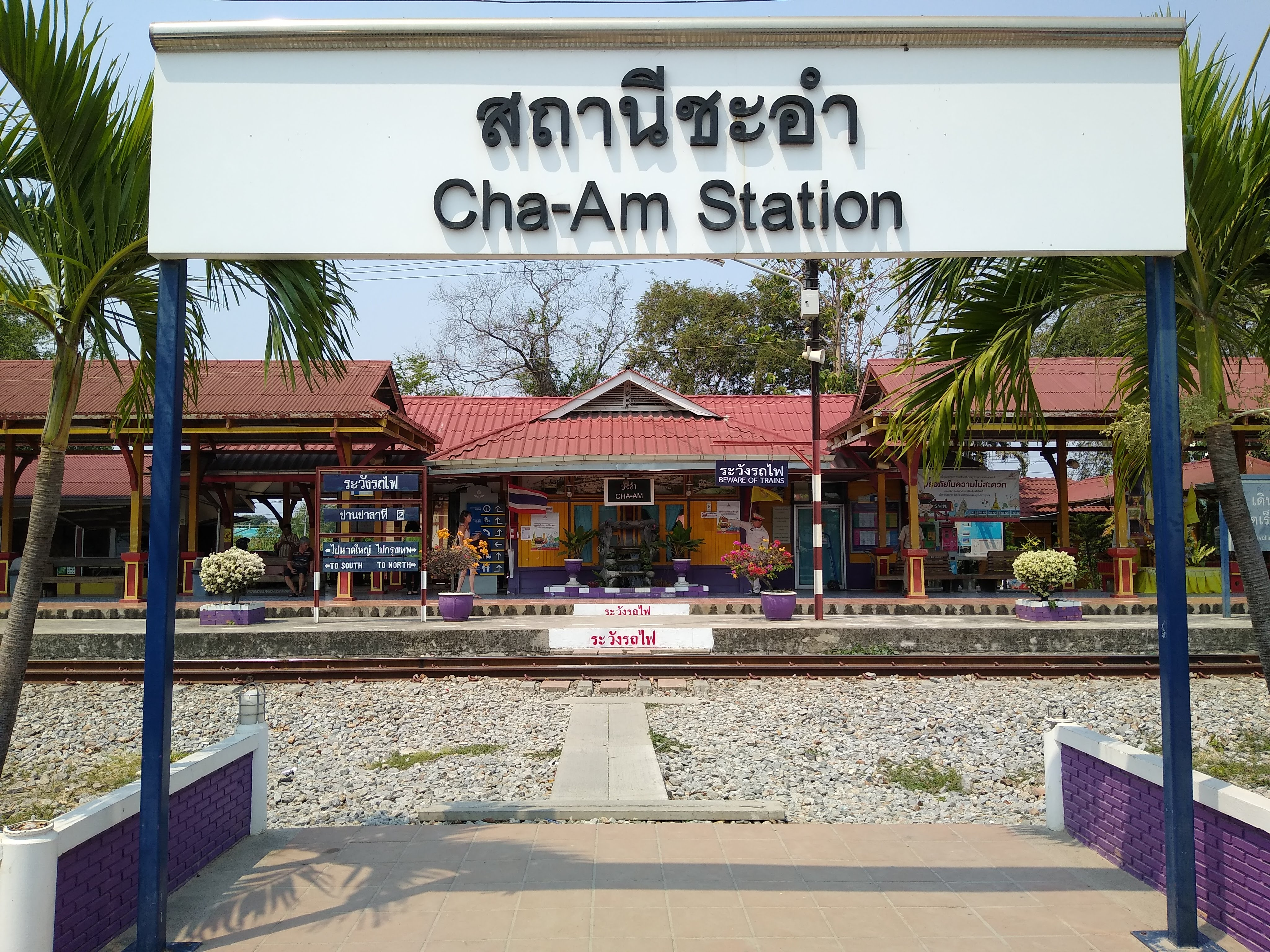
Gare ferroviaire de Cha-am

En 1923, le roi Rama VI, qui avait des problèmes de santé et qui cherchait un endroit sec et frais, fait construire un palais près de Cha-Am afin de profiter de l'air pur et de la mer : c'est le Palais Maruekhathaiyawan ou Palais Phra Rajnivet Marugadayawan (thaï : พระราชนิเวศน์มฤคทายวัน ; RTGS : phra ratcha niwet maruekkhathayawan ; API : pʰráʔ râtt͡ɕʰáníwêːt márɯ́kkʰátʰajjáwan ; anglais : Mrigadayavan Palace ), une somptueuse résidence d'été en teck sur pilotis.

Palais Phra Rajnivet Marugadayawan, résidence d'été du roi Rama VI
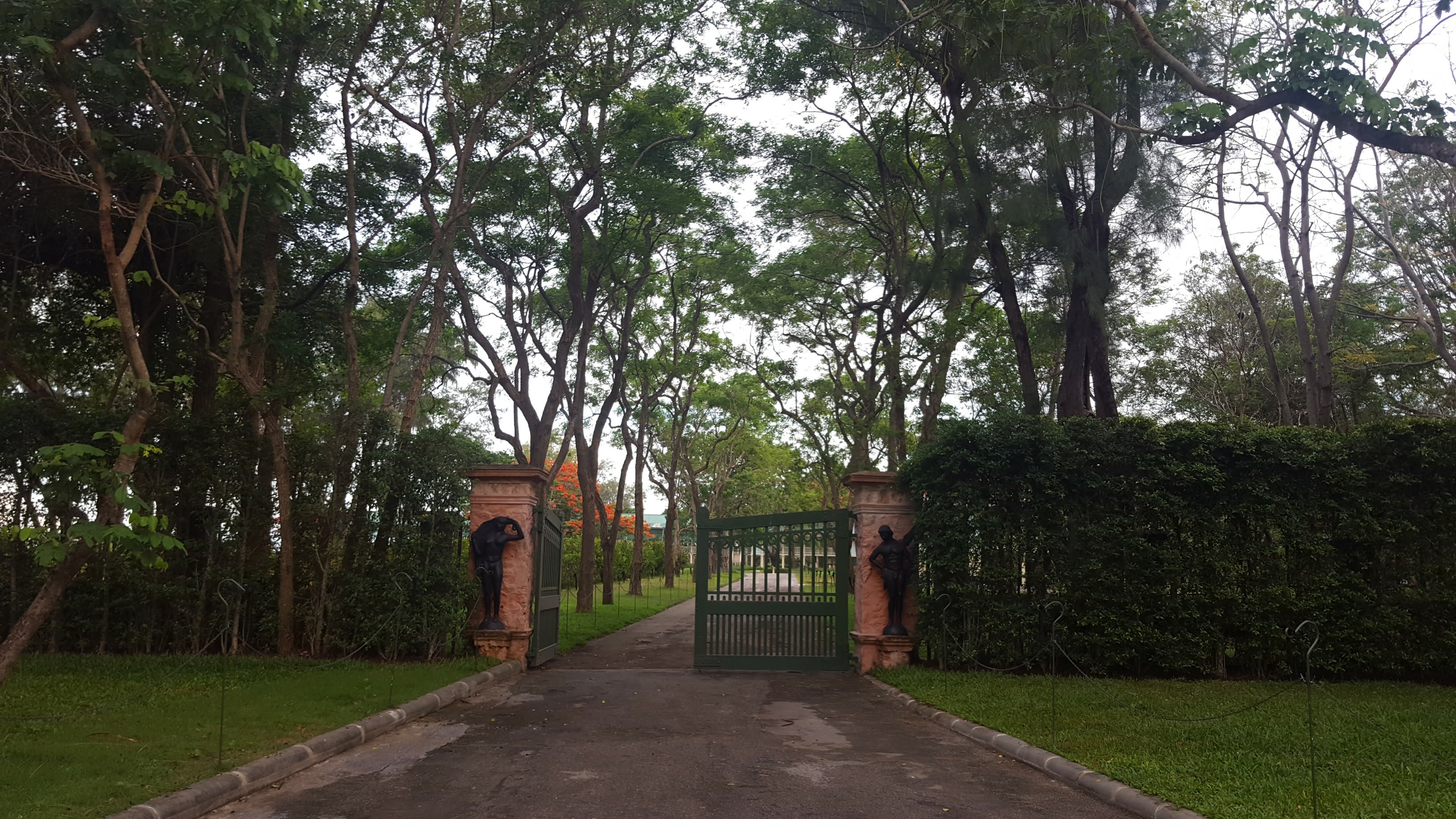
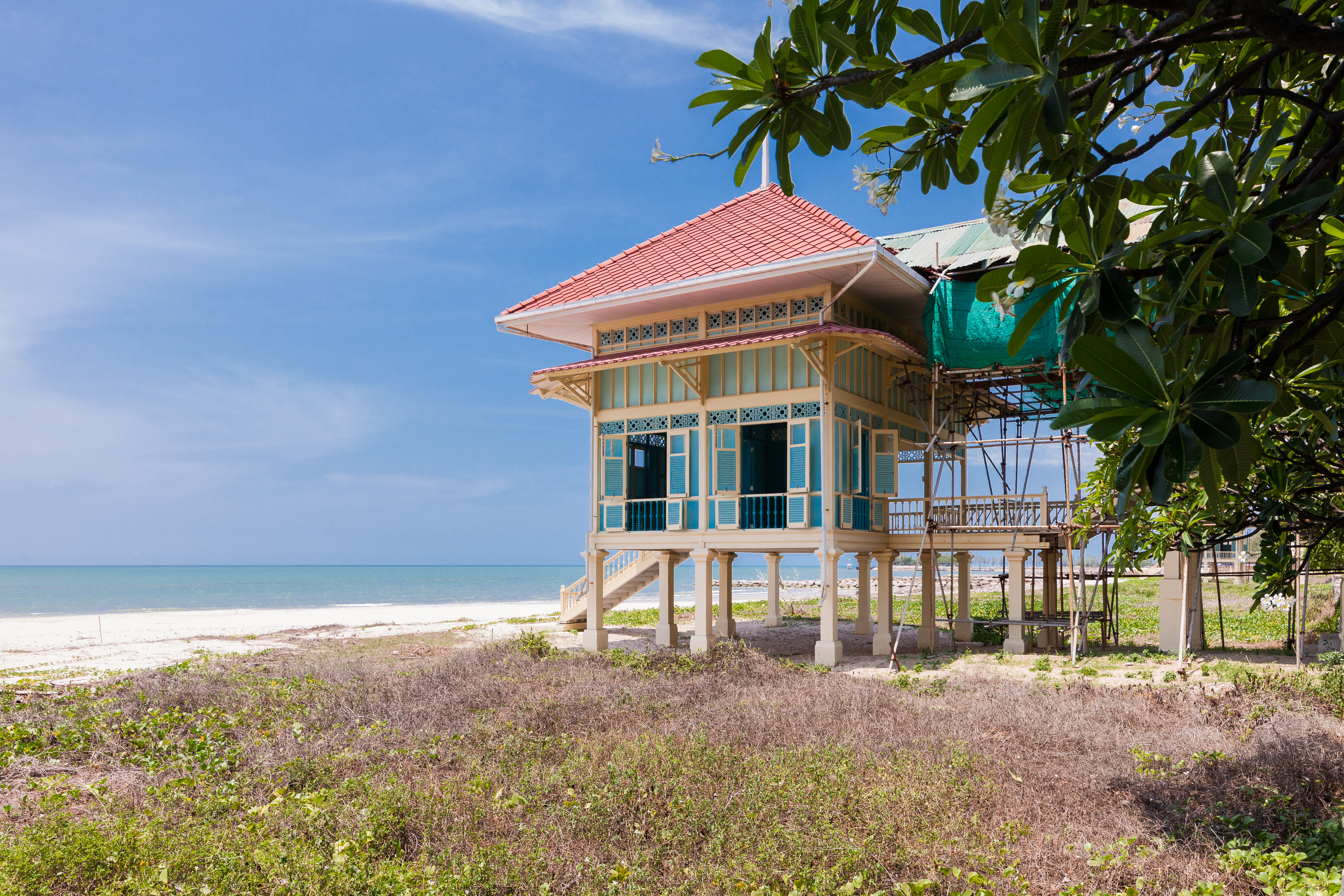
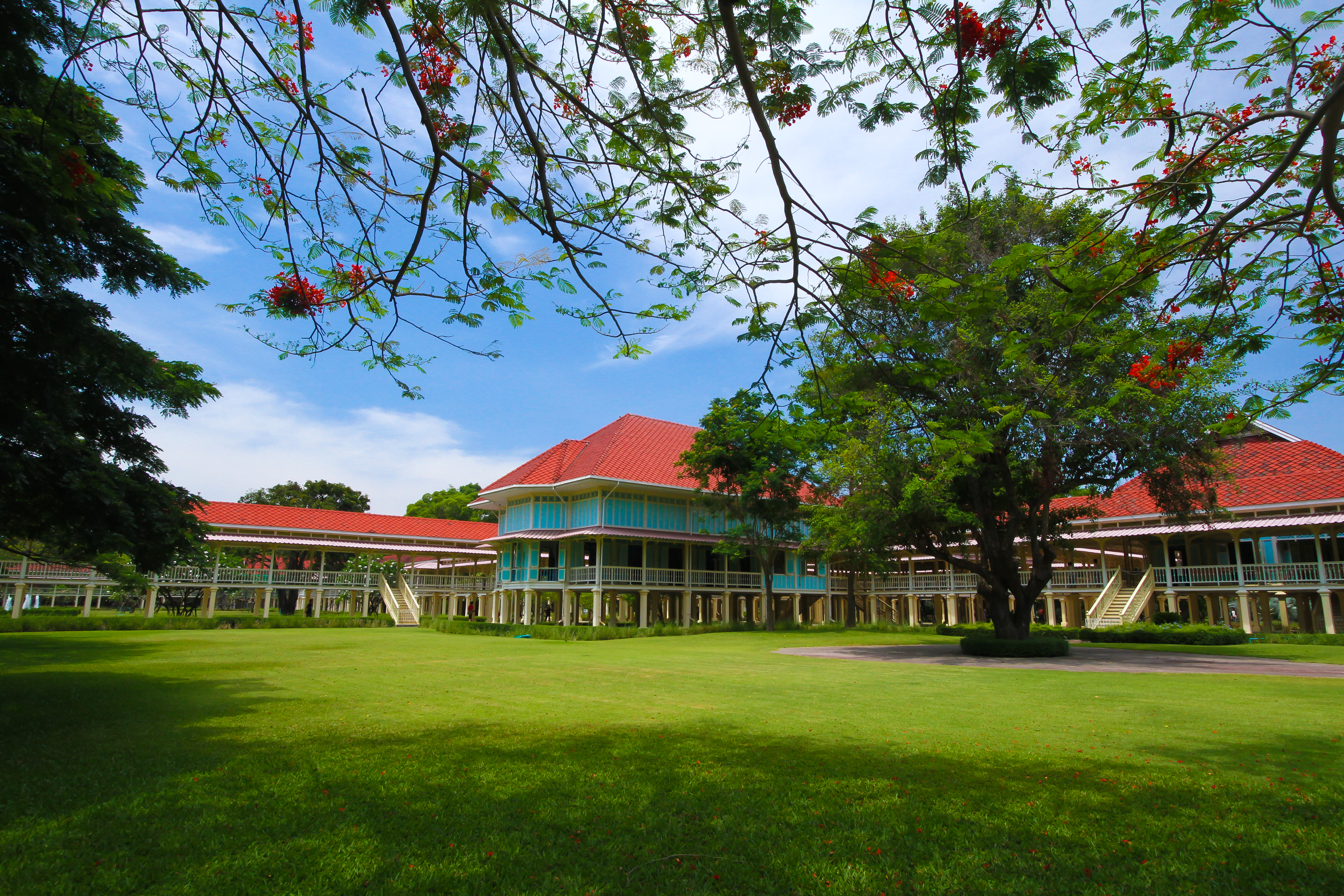
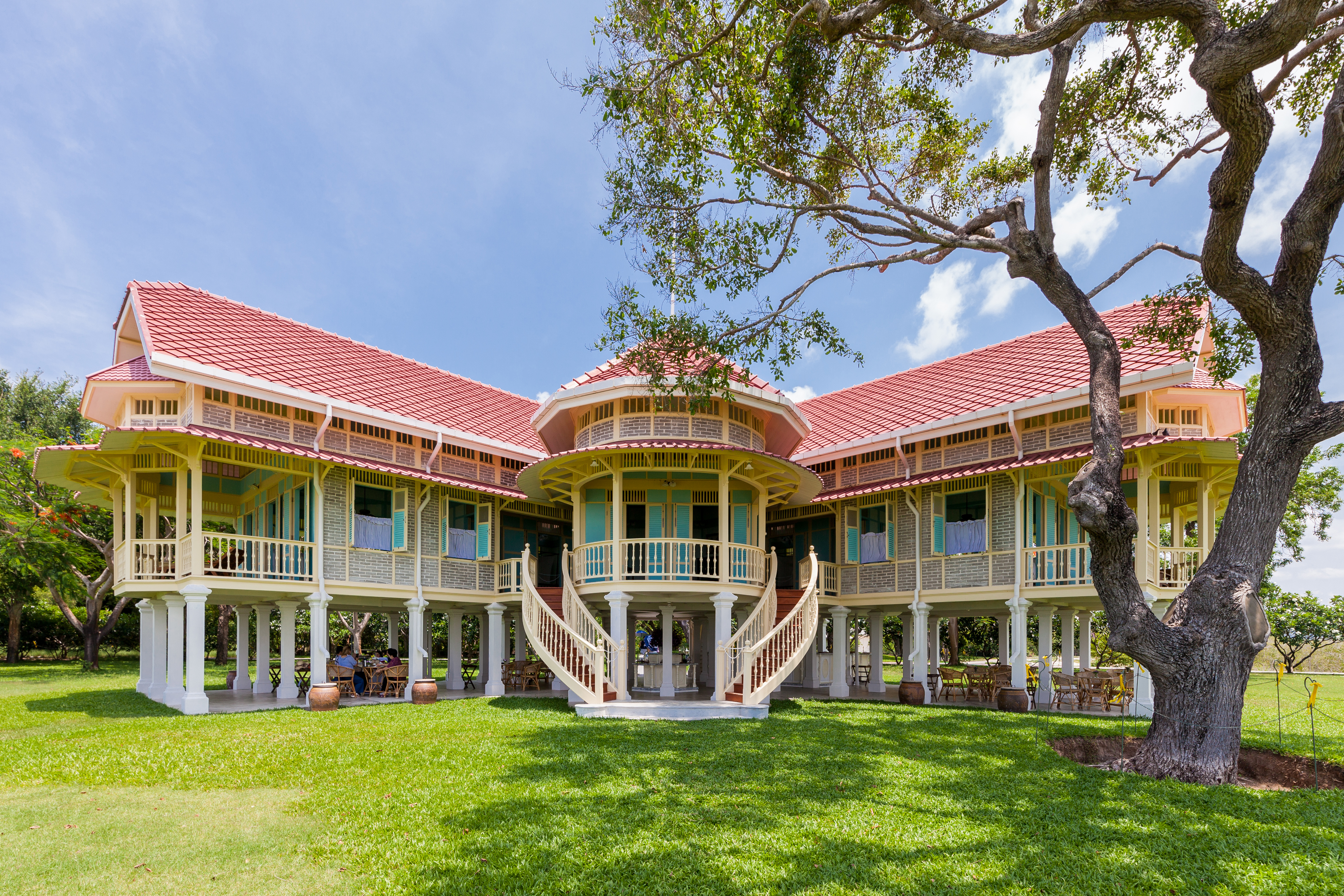
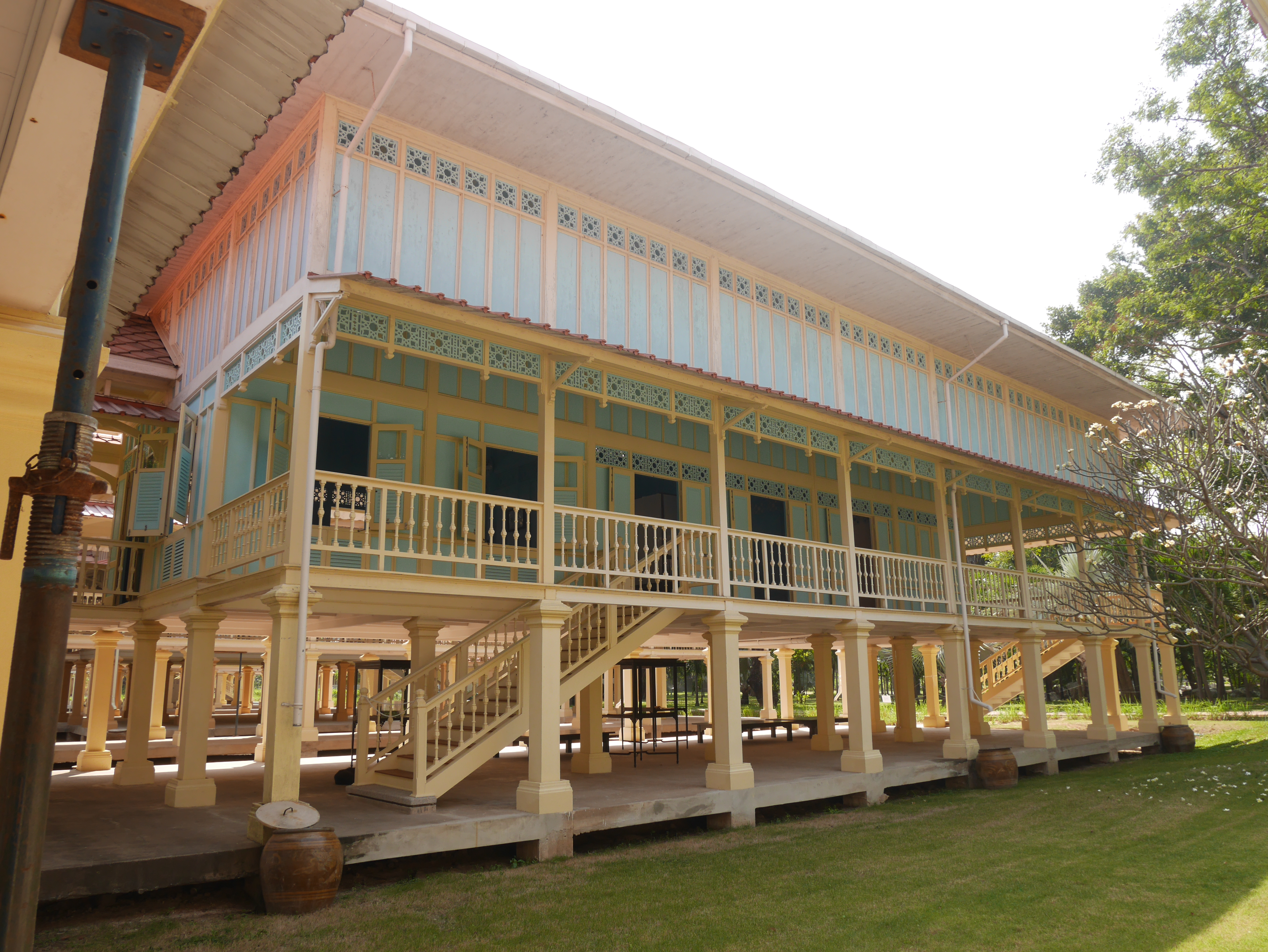
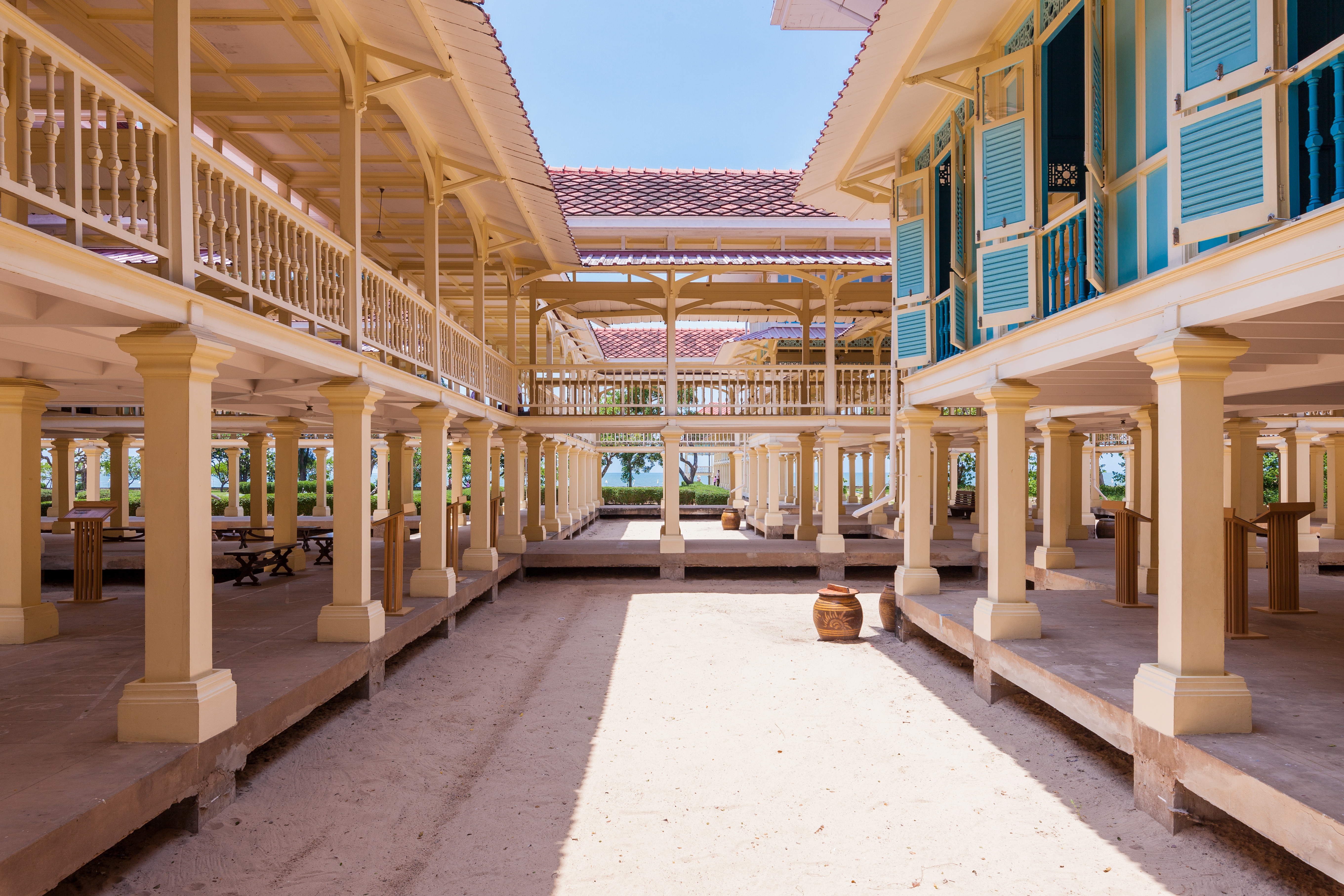
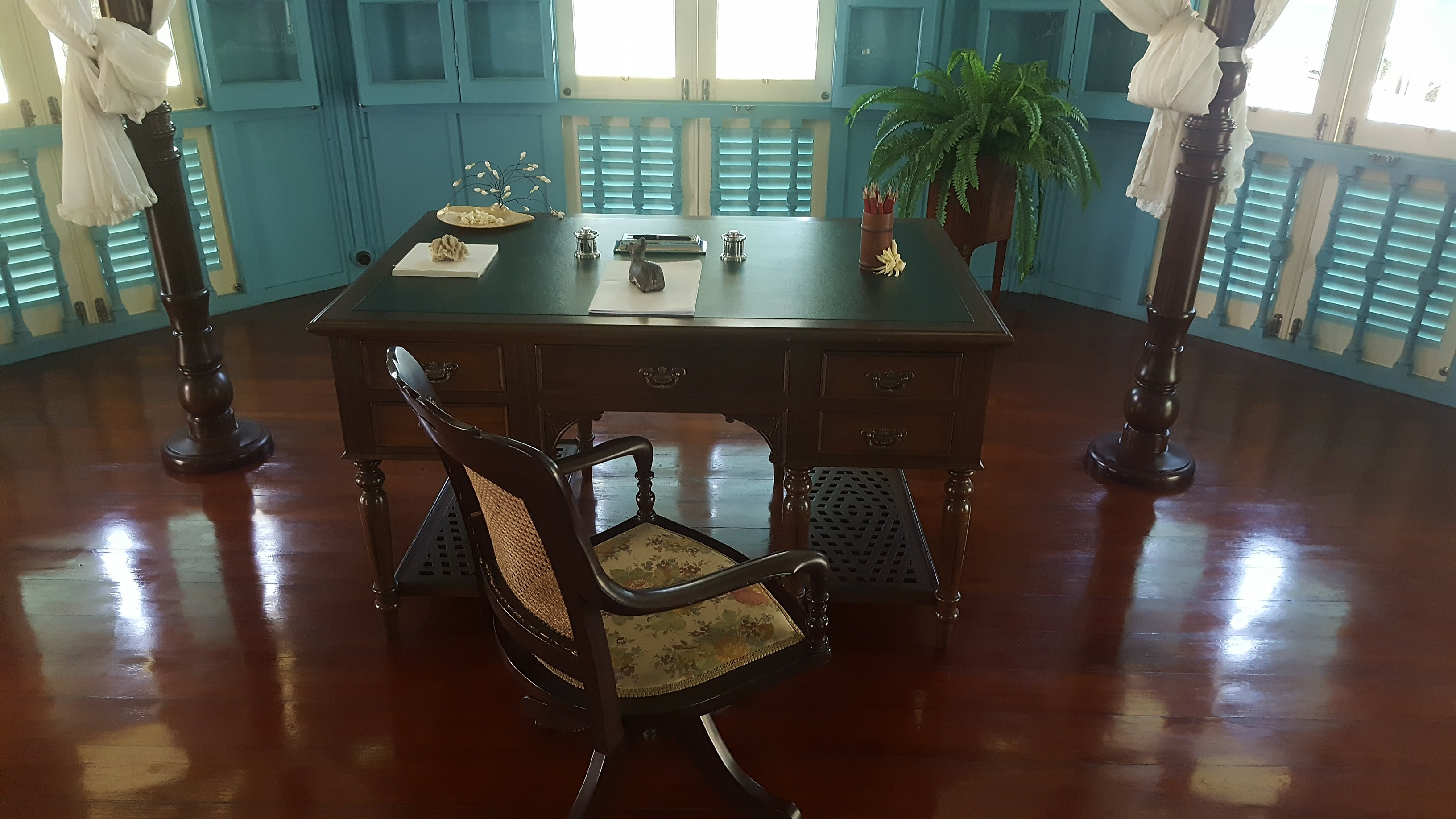
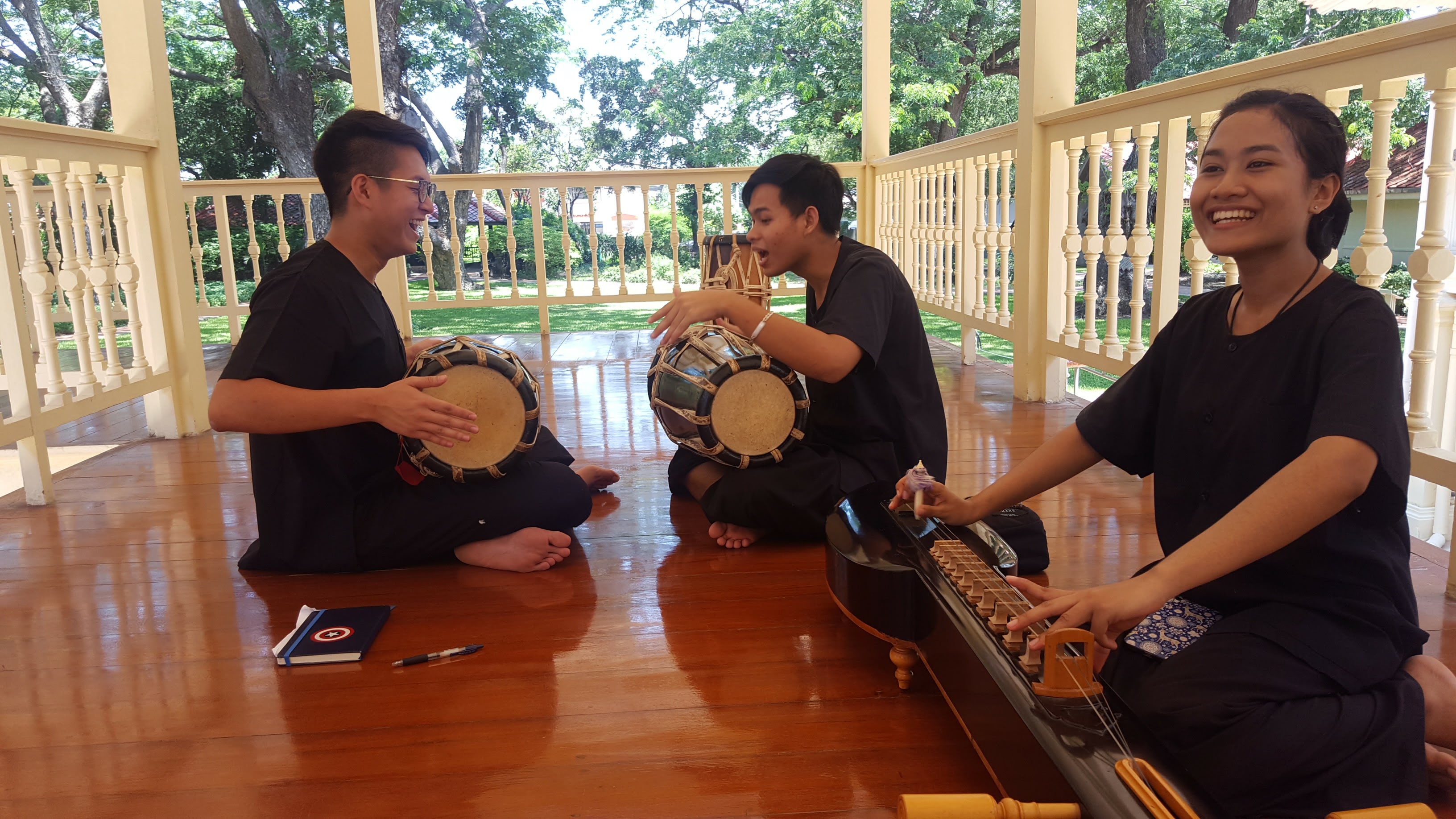

## Économie

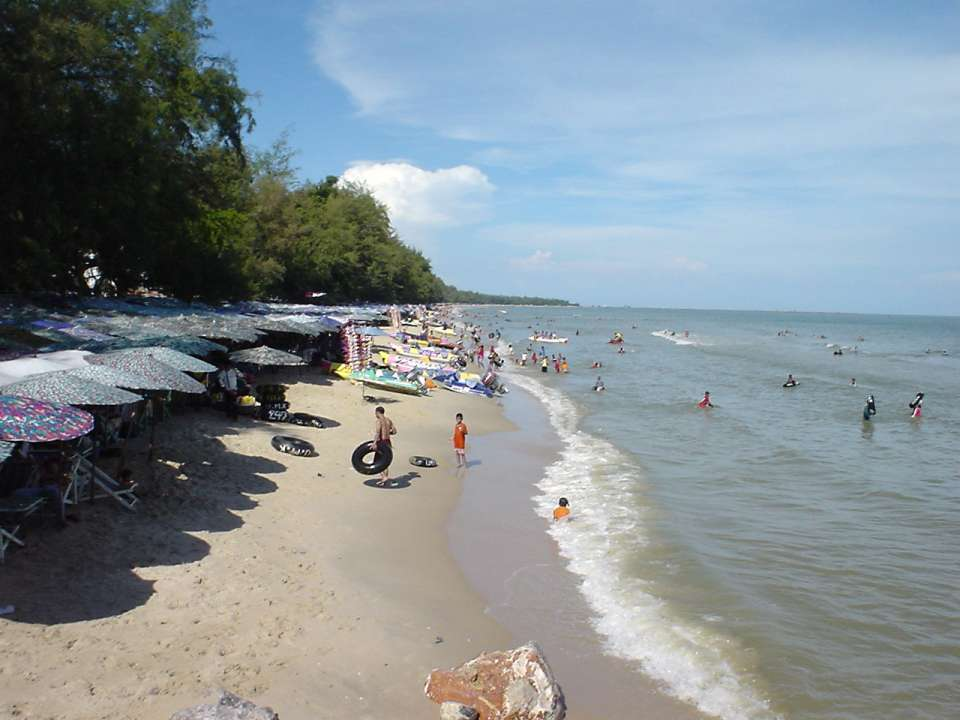
Plage de Cha-am en 2002.

Cha-am est une localité de bord de mer touristique. Cette ville est appréciée pour son calme, son ambiance propice à la détente, sa plage de près de 6 km de long et pour son choix de restaurants et d'hôtels. Les touristes occidentaux sont nombreux  mais Cha-am reste avant tout un lieu de villégiature thaï, avec une grande majorité de vacanciers thaïs.